# Północnoamerykański Układ o Wolnym Handlu

Obszar, który obejmuje NAFTA

Północnoamerykański Układ o Wolnym Handlu (ang. North American Free Trade Agreement, NAFTA) – umowa o charakterze gospodarczo-handlowym zawarta pomiędzy Stanami Zjednoczonymi, Kanadą i Meksykiem, ustanawiająca pomiędzy tymi państwami strefę wolnego handlu.
W przeciwieństwie do Unii Europejskiej NAFTA nie tworzy ponadpaństwowych ciał rządowych, a jej prawo nie jest nadrzędne w stosunku do prawa narodowego.
Państwa należące do NAFTA zniosły stawki celne w handlu wzajemnym, zachowując jednak autonomiczne stawki celne w handlu z krajami trzecimi.
Porozumienie NAFTA zostało podpisane 17 grudnia 1992 i weszło w życie 1 stycznia 1994. W 2020 zostało zastąpione Umową Stany Zjednoczone-Meksyk-Kanada.

## Przyczyny powstania
Głównymi przesłankami, które sprzyjały powstaniu porozumienia nazywanego obecnie Północnoamerykańską Strefą Wolnego Handlu (Naftą) między Kanadą i Stanami Zjednoczonymi był fakt, że kraje te miały wspólne interesy gospodarcze. Ponadto istotną rolę odgrywało bliskie położenie geograficzne oraz język. W XX wieku pojawia się możliwość budowy w Europie Zachodniej jednolitego rynku. Ta sytuacja mobilizuje Stany Zjednoczone, których głównym celem staje się budowa nowego bloku handlowego. Zaczynają prowadzić rozmowy z Kanadą, których końcowym efektem ma być zawarte porozumienie handlowe. Nowo powstałe porozumienie gospodarcze ma być nie tylko konkurencyjne w stosunku do Europy i Japonii, ale ma również zapewnić Stanom Zjednoczonym przewodnictwo w sferze gospodarczej.

## Data powstania
2 stycznia 1988 roku zostaje zawarta amerykańsko-kanadyjska umowa o wolnym handlu (Canada – US Free Trade Agreement). W ciągu 10 lat między Stanami i Kanadą miały zostać zniesione cła i ograniczenia, co w praktyce prowadziło do powstania całkowicie wolnego handlu. Umowa weszła w życie 1 stycznia 1989 roku. Dopiero w kolejnych latach do umowy przystąpił Meksyk. Powodem aspiracji tego państwa do układu była chęć modernizacji gospodarki. Uczestnictwo Meksyku w porozumieniu między dwoma bogatymi krajami amerykańskimi stwarzało możliwości rozwoju kraju poprzez napływ kapitału z Północy. Z drugiej strony Meksyk w latach 80. miał na swoim koncie pierwsze sukcesy gospodarcze, które osiągnął dzięki restrukturyzacji długu zagranicznego. Stany Zjednoczone chciały tu lokować inwestycje zagraniczne, a także ograniczyć zjawisko nielegalnej imigracji na południu kraju. Północnoamerykańska Strefa Wolnego Handlu pomiędzy trzema krajami została podpisana 17 grudnia 1992 roku, w życie weszła blisko dwa lata później (po ratyfikacji przez parlamenty Kanady, Meksyku i Stanów Zjednoczonych) 1 stycznia 1994 roku.

## Główne założenia
Układ zakładał piętnastoletni okres przejściowy, podczas którego zostaną zniesione cła na artykuły przemysłowe. W handlu artykułami rolnymi miała nastąpić liberalizacja. NAFTA stwarza warunki dla uczciwej konkurencji na obszarze strefy wolnego handlu oraz zapewnia skuteczną ochronę praw własności intelektualnej każdej ze stron. Porusza takie kwestie jak: zasady rozwiązywania sporów, prawa pracownicze, inwestycje zagraniczne, standardy techniczne i ochrona środowiska.

## Cele
- osiągnięcie dobrobytu i rozwój krajów członkowskich
- dogodny klimat do inwestycji prywatnych
- stworzenie warunków politycznych służących rozwojowi wzrostu gospodarczego
- ustalenie cen ropy naftowej

## Przyszłość NAFTA
Wejście w życie układu Północnoamerykańskiej Strefy Wolnego Handlu (NAFTA) wiązało się z powstaniem obszaru handlowego liczącego 364 miliony ludzi. Był to największy obszar wolnego handlu na świecie. Istnieją plany poszerzenia układu o nowe państwa Ameryki Środkowej i Południowej. Ich inicjatorem są Stany Zjednoczone, które pod swoim przywództwem chcą stworzyć regionalne ugrupowanie o charakterze ekonomiczno-politycznym.

## Skutki
NAFTA jest krytykowana ze względu na swój niekorzystny wpływ na miejsca pracy, środowisko oraz prawo państw do samostanowienia. Szczególnie dotkliwie skutki deregulacji odczuli mieszkańcy Meksyku, zwłaszcza z terenów rolniczych. Udział importu żywności w PKB wzrósł z 13% do 42% w ciągu zaledwie 8 lat istnienia tej strefy. Te doświadczenia przywoływane są w obecnie toczącej się debacie dotyczącej umów TTIP i CETA, mających połączyć strefą wolnego handlu Unię Europejską ze Stanami Zjednoczonymi i Kanadą. 